# Лобачёв, Алексей Андреевич
Алексей Андреевич Лобачёв (1903 — 29 мая 1964) — советский офицер, политработник. Генерал-майор (6 декабря 1942).

## Биография

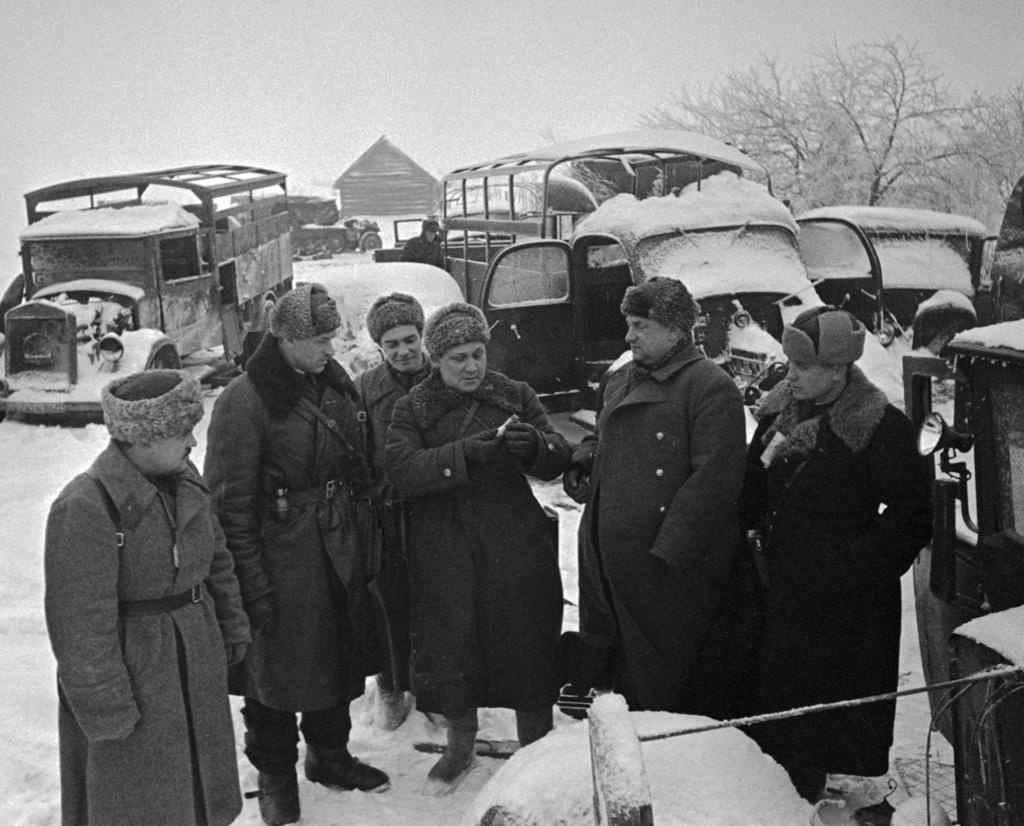
Командующий 16-й армией генерал-лейтенант К. К. Рокоссовский (второй слева), член Военного Совета А. А. Лобачев и писатель В. П. Ставский осматривают захваченную советскими войсками технику противника.

Родился в 1903 году. Приёмный сын в семье крестьян деревни Зонино, Медынского уезда, Калужской губернии. Точное место и дата рождения не известны. Русский.
В РККА с 1919. Член РКП(б) с 1920. Участник Гражданской войны.
В 1923 году окончил 1-ю Объединённую командную школу им. ВЦИК. Затем командир взвода (с сентября 1923), затем командир (с октября 1925) и политрук (с мая 1926) роты 37-го стрелкового полка 13-й стрелковой дивизии.
С августа 1928 года — в запасе РККА. С июля 1933 года — преподаватель политэкономии, отв. секретарь парткомиссии Объединённой кавалерийской школы.
В 1938 году окончил Военно-политическую академию им. В. И. Ленина. С июля 1938 года — исполняющий должность военкома, военком (с июня 1939) 23-го стрелкового корпуса, с августа 1938 года — начальник политотдела Бобруйской армейской группы войск.
С февраля 1939 года — начальник политуправления MBO, с июня 1940 года — член военного совета 16 армии.

### Великая Отечественная война

Могила Лобачёва на Новодевичьем кладбище Москвы.

Встретил начало войны в должности члена военного совета 16 армии, участвовал в Смоленском сражении и битве за Москву. 
Оправившись от ранения, 19 ноября 1942 года вернулся на фронт в 20-ю армию членом Военного совета. 6 декабря 1942 года присвоено звание генерал-майор. В последующем — член военного совета 3-го Прибалтийского фронта (управление создано на основе управления 20-й армии)

### После войны
А. А. Лобачёв:

На третий день после парада Победы я был вызван в Главное политическое управление и получил назначение в Восточно-Сибирский округ членом Военного совета. А некоторое время спустя в моей жизни произошло ещё одно знаменательное событие. В январе 1946 года начались выборы в Верховный Совет СССР. Трудящиеся Хакасии выдвинули мою кандидатуру в Совет Национальностей.
Умер 29 мая 1964 года в Москве.

## Награды
- орден Ленина (21.02.1945)[4]
- пять орденов Красного Знамени (27.07.1941, 02.01.1942, 23.08.1944[5], 03.11.1944[4], 03.11.1953[4])
- орден Кутузова I степени (29.06.1945)[6]
- орден Отечественной войны I степени (03.06.1944)[7]
- медали СССР.

## Мемуары
- Лобачёв А. А. Трудными дорогами. — М.: Воениздат, 1960. — 336 с. — (Военные мемуары).